# Ramona Alessandra Schlenker
Ramona Alessandra Schlenker (* 6. September 1985 in Radolfzell am Bodensee) ist eine deutsche Schauspielerin, Musicaldarstellerin und Stuntfighterin.

## Leben
Ramona Alessandra Schlenker ist geboren und aufgewachsen in Baden-Württemberg.
Seit ihrem 3. Lebensjahr nahm sie bereits Ballettunterricht und sammelte weitere Erfahrungen in den Stilrichtungen: Jazz, Modern, Hip Hop, Standard und Latein und gewann schon früh erste Preise an verschiedenen Tanzwettbewerben.
2004 erlernte Ramona den Beruf der Hotelfachfrau in Ludwigshafen am Bodensee.
2008 zog sie nach Köln, um ihrem Herzensberuf nachzugehen und als Tänzerin zu arbeiten und wurde dort in der Agentur „Pakamele Productions“ aufgenommen.
Sie arbeitete als Show-Tänzerin für Kunden wie: Wella, Loreal, Toyota und stand mit Künstlern wie Pietro Lombardi, Mehrzad Marashi, Sarah Engels & vielen mehr auf der Deutschland sucht den Superstar (RTL) Bühne als Background-Tänzerin.
Ramona tourte mit verschiedenen Bands wie Alice Francis, JustPink europaweit.
2012 zog sie nach Hamburg und absolvierte 2015 dort ihre Ausbildung zur staatlich anerkannten Musicaldarstellerin an der Stage Art Musical School Hamburg.
2015 erhielt sie ihr erstes Theaterengagement am St. Pauli Theater in dem Stück „Hamburg Royal“ und arbeitet seither an Theatern wie dem Schauspielhaus Bochum, Komische Oper Berlin, Comödie Dresden, Theaterschiff Bremen, Komödie Kassel, Walenseebühne (CH) uvm.
Bereits während ihrer Ausbildungszeit bildete sie sich selbstständig mit privatem Schauspielunterricht weiter.
2018 machte sie eine Fortbildung für Camera Acting an der ISFF Berlin und arbeitet seitdem als Schauspielerin im Bereich Film und Fernsehen.
Seit 2021 ist sie im festen Stuntfight Team von Robert Kowalewski und absolvierte 2022 die Stuntfight-B-Lizenz-Prüfung in Polen.

## Filmografie

### Film
- 2018: Eine von uns (Kurzfilm)
- 2019: The Maid (Kurzfilm)
- 2020: Grüße aus der Branche (Kurzfilm)
- 2020: Deathtrip 2 (Kurzfilm)
- 2022: Sprachlos (Kurzfilm)
- 2022: The Story of Wilk
- 2023: The Mad King

### Fernsehen
- 2019: Die Pfefferkörner (Fernsehserie)
- 2020: Notruf Hafenkante (Fernsehserie)
- 2020: SOKO Hamburg (Fernsehserie)
- 2021: Rote Rosen (Fernsehserie)

### Werbung
- 2017: SIKU – das Parkhaus
- 2019: SATURN – du kannst mehr
- 2020: Captain Coupon
- 2021: Otto LG Waschtrockner
- 2023: Fischer

## Engagements
- 2022 I Go Trabi Go I (E) I Komödie Dresden I R: Katja Wolff

- 2020 I Hitparade I (HR) I Metropoltheater I R: Craig Simmons

- 2019 I Go Trabi Go I (E) I Komödie Dresden I R: Katja Wolff

- 2019 I Heartbreakhotel I (HR) I Komödie Bielefeld I R: Oliver Geilhardt

- 2019 I Heartbreakhotel I (HR) I Theaterschiff Lübeck I R: Oliver Geilhardt

- 2019 I Roxy und ihr Wunderteam I (NR) I Komische Oper Berlin I R: Stefan Huber

- 2019 I Hitparade I (HR) I Theaterschiff Bremen I R: Craig Simmons

- 2019 I Heartbreakhotel I (HR) I Theaterschiff Bremen I R: Oliver Geilhardt

- 2019 I Hitparade I (HR) I Komödie Kassel I R: Craig Simmons

- 2018 I Hitparade I (HR) I Komödie Braunschweig I R: Craig Simmons

- 2018 I Hitparade I (HR) I Komödie Bielefeld I R: Craig Simmons

- 2017–2018 I Ninety five I (NR/HR) I Le Theatre Luzern I R: Silvio Wey

- 2017 I Saturday Night Fever I (NR) I Walenseebühne I R: Stanislav Mosa

- 2016/2017 I Summer of ´85 I (NR/HR) I Le Theatre Luzern I R: Sean Stephens

- 2016/2017 I Weekend im Paradies I (NR) I Schauspielhaus Bochum I R: Christian Brey

- 2015 I Hamburg Royal I (NR) I St.Pauli Theater I R: Ulrich Waller

- 2015 I Tuniversal I (HR) I Harburger Theater I R: Magyd Theis Kelly

- 2015 I Himmelscamp I (HR) I Harburger Theater I R: Ute Geske, Klaus Falkhausen

- 2015 I X-Mas Hugo Boss I (HR) I Tour I Produktion East End Communications

- 2014 I Dolce I (HR) I Tour I Produktion East End Communications